# Ressonància mecànica
La ressonància  és un fenomen que es produeix quan un cos capaç de vibrar és sotmès a l'acció d'una força periòdica, el període de vibració coincideix amb el període d'oscil·lació característic d'aquest cos.
En aquestes circumstàncies el cos vibra, augmentant de forma progressiva l'amplitud del moviment després de cadascuna de les actuacions successives de la força.
Aquest efecte pot ser destructiu en alguns materials rígids com el got que es trenca quan una soprano canta i arriba i sosté la freqüència de ressonància d'aquest. Per la mateixa raó, no es permet el pas per ponts de tropes marcant el pas, ja que poden entrar en ressonància i ensorrar.
Una forma de posar de manifest aquest fenomen consisteix a prendre dos diapasons capaços d'emetre un so de la mateixa freqüència i col·locats pròxims l'un de l'altre, quan fem vibrar un, l'altre emet, de manera espontània, el mateix so, pel fet que les ones sonores generades pel primer pressionen través de l'aire al segon.
La freqüència natural de ressonància d'un sòlid rígid es determina segons les lleis de la dinàmica dels petits moviments. Segons aquesta, donat un sòlid rígid, és possible determinar la posició d'equilibri estable d'aquest, aplicant per a això el criteri de Sylvester a la funció potencial (que comprèn els potencials gravitatoris, elàstics …). Un cop determinada la posició d'equilibri estable, a la matriu de l'Hessiana emprat per a això en el criteri de Sylvester se li dirà matriu de rigidesa [K], i, si es defineix la matriu de masses [M] com aquella que té per elements AII el doble dels coeficients dels quadrats de les coordenades generalitzades que apareixen en l'energia cinètica del sistema en l'equilibri, i aji = AIJ com els coeficients dels elements de l'energia cinètica que comparteixen dues coordenades generalitzades, llavors el determinant de [K]-w^2 * [M] igualat a zero ens permet aclarir les freqüències naturals del sistema.

## Exemples
Un exemple fàcil per entendre la ressonància és pensar en un gronxador, que de fet actua com un pèndol. Empènyer una persona amb una oscil·lació en funció del temps amb un interval d'oscil·lació natural del gronxador (la seva freqüència de ressonància) farà al gronxador anar més i més alt (amplitud màxima), mentre que els intents per impulsar el gronxador a un ritme més ràpid o més lent donarà lloc a petits arcs (menys amplitud). Això és degut al fet que l'energia de l'oscil·lació absorbida es maximitza quan l'empeny estan "en fase" amb les oscil·lacions del gronxador, mentre que part de l'energia de l'oscil·lació és extreta per la força d'oposició de l'empenta quan no estan en fase.

### Pont Tacoma

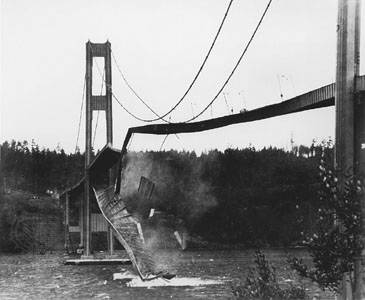
Esfondrament del pont de Tacoma Narrows.

El vell pont de Tacoma Narrows ha estat popularitzat en els llibres de física com un exemple clàssic de ressonància, però aquesta descripció és falsa. Aquest pont va fallar a causa de l'acció d'unes forces conegudes en el camp de l'aerodinàmica de ponts com a forces autoexcitats, per un fenomen conegut com a  fluttering . Robert H. Scanlan, pare de l'aerodinàmica de ponts, va escriure un article criticant aquest malentès. Jorge Moy diu que aquest cas és perfecte per estudiar la ressonància i és usat per ell a cada classe.